# Stazione di Milano Affori (1879)
La vecchia stazione di Milano Nord Affori fu la stazione ferroviaria della linea Milano-Asso posta a servizio dell'omonimo quartiere che rimase in esercizio dal 1879 al 2011.

## Storia

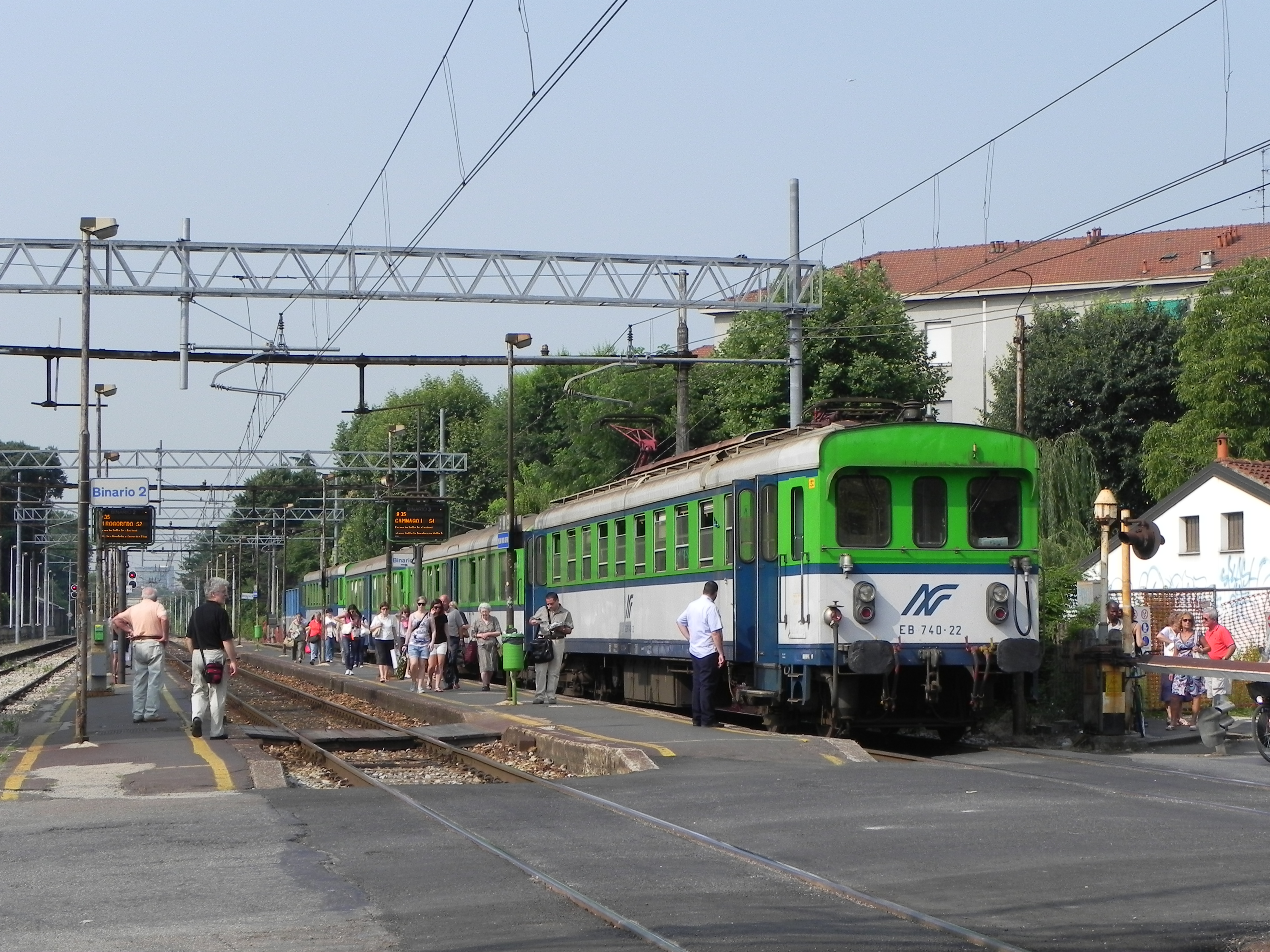
EB 740.22 in sosta sul binario 3 della stazione di Affori.

Fu aperta nel 1879 come fermata della Milano–Erba allo scopo di servire il centro abitato di Affori, comune autonomo fino al 1923.
Divenne stazione il 1º luglio 1928, alcuni mesi dopo l'inaugurazione del secondo binario tra Bovisa e Varedo, avvenuto il 6 febbraio 1928.
Per consentire i lavori di costruzione della nuova stazione, nel 2009 l'impianto venne declassato a fermata.
Il 26 marzo 2011 l'impianto cessò l'esercizio, sostituito dalla nuova stazione, attivata contemporaneamente al nuovo tronco della metropolitana M3.

## Strutture ed impianti

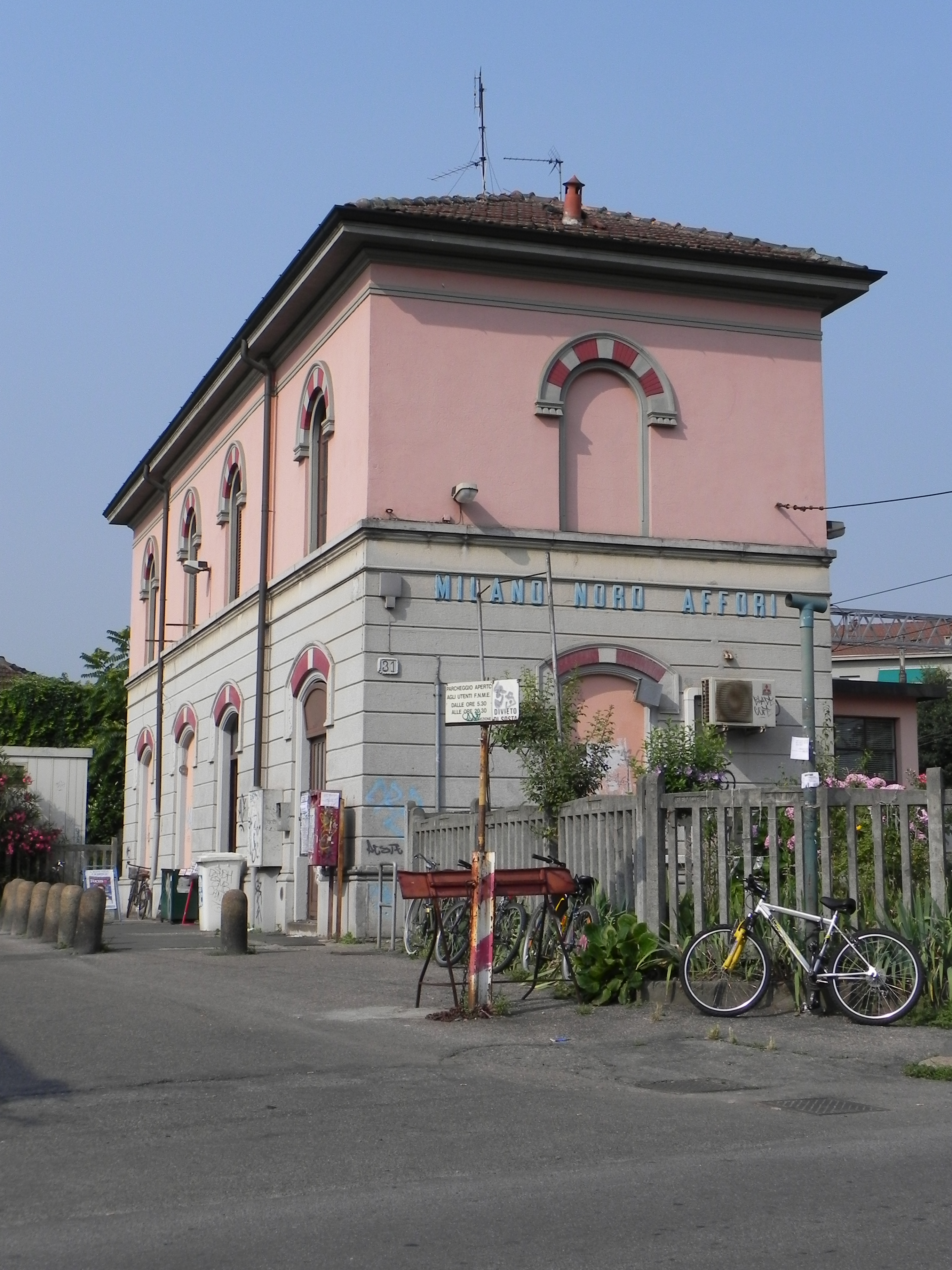
Il fabbricato viaggiatori inquadrato dalla strada, quando ancora era in esercizio

Il piazzale era composto da tre binari dotati di una banchina laterale e una ad isola. Il binario 1, raccordato ad una rimessa di carrelli ferroviari che sorgeva poco dopo l'attraversamento stradale, è stato tagliato a nord dalla rete risultando attivo solo per il transito dei veicoli di servizio in entrata o in uscita dalla rimessa.
Attualmente il vecchio passaggio a livello a raso è stato sostituito da una passerella ciclopedonale collocata poco più a nord. Il perimetro dell'area ferroviaria è stato delimitato con barriere fonoassorbenti e sono stati smantellati i marciapiedi di fermata. Il fabbricato viaggiatori è stato preservato ed è stato riconvertito a sede dei City Angels con accesso dalla via Taccioli.